# Горькое (озеро, Новосибирская область)
Горькое — горько-солёное озеро на границе Купинского и Баганского районов Новосибирской области. Памятник природы регионального значения.

## Расположение
Озеро находится в 47 км от города Купино и 330 км по прямой км от Новосибирска. Возле Горького расположено село Новоключи.

## Описание
Озеро имеет практически круглую форму. Южный берег Горького крутой, северный — пологий.
Площадь озера составляет 6,64 км², площадь водосбора — 126 км². Ширина водоохранной зоны — 500 м, прибрежной защитной полосы — 35 м.
В воде в большом количестве содержатся хлоридно-сульфидно-натриевые соли высокой концентрации, также в водоёме много сульфидной грязи.

## История
Озеро известно своими лечебными свойствами с 1898 года. В 2002 году утверждено памятником природы областного значения, позже признание отменено. Нынешний статус установлен в 2007 году.

## Флора и фауна
В озере обитают рачки из рода Artemia. В общей сложности отмечено 4 вида растений, 90 — птиц, 16 — млекопитающих и 112 видов беспозвоночных, из них 23 вида занесены в Красные книги России и Новосибирской области.

## Туризм
Рапа и грязь озера обладают полезными для здоровья человека свойствами. Присутствует туристическая инфраструктура: на побережье расположены душевые кабины, баня и туристические домики, к которым проведено электричество и вода.

## Данные водного реестра
По данным государственного водного реестра России относится к Верхнеобскому бассейновому округу, речной бассейн реки — бессточная область междуречья Оби и Иртыша, водохозяйственный участок реки — бассейн Большого Топольного озера и реки Бурла. Код объекта в реестре — 13020000411115200008780.